# Сежана
Сежана (словен. Sežana) је град и управно средиште истоимене општине Сежана, која припада Обално-Крашкој регији у Републици Словенији.
По последњем попису из 2021. насеље Сежана имало је 6.172 становника.